# Kratopodia
Kratopodia är ett släkte av insekter. Kratopodia ingår i familjen Euschmidtiidae.
Kladogram enligt Catalogue of Life:
| Kratopodia | \| \| Kratopodia andringitra \| \| \| \| \| \| Kratopodia quadrifida \| \| \| \| |
|            | \| \| Kratopodia andringitra \| \| \| \| \| \| Kratopodia quadrifida \| \| \| \| |
|            | Kratopodia andringitra                                                           |
|            |                                                                                  |
|            | Kratopodia quadrifida                                                            |
|            |                                                                                  |